# Юрген Колін
Юрген Колін (нід. Jürgen Colin, нар. 20 січня 1981, Утрехт) — нідерландський футболіст суринамського походження, що грав на позиції захисника. Виступав, зокрема, за ПСВ та «Аякс».

## Ігрова кар'єра
Народився 20 січня 1981 року в місті Утрехт. Футболом Юрген почав займатися в місцевій дитячій команді ХМС. У віці 15 років Колін був помічений скаутами ПСВ і перейшов в юнацьку команду цього клубу.
У Ередивізі Юрген дебютував 22 серпня 2001 року, в домашньому матчі проти «Ден Босха», Колін вийшов на заміну на 68-й хвилині, замінивши півзахисника Тео Люсіуса. Матч завершився перемогою ПСВ з рахунком 3:2, хоча гості до 70-ї хвилини вели з рахунком 2:1. Тим не менш витіснити з основи ветерана команди Андре Оєра молодий футболіст не зумів і січні 2002 року Юрген був відданий в оренду бельгійському «Генку», якому терміново була потрібна заміна Дідьє Зокора, який відправився на Кубок африканських націй. 17 січня Колін дебютував за команду в матчі проти «Антверпена», що завершився перемогою «Генка» з рахунком 2:1. За п'ять місяців Юрген відіграв у Чемпіонаті Бельгії 7 матчів, оскільки після повернення івуарійця втратив місце в основі, ставши при цьому з клубом чемпіоном Бельгії сезону 2001/02. Після повернення в ПСВ Колін знову був відданий в оренду, на цей раз в «Бреду».
Повернувшись в ПСВ, Юрген відіграв за цей клуб сезон під керівництвом Гуса Гіддінка і навіть виграв з командою перший трофей — Суперкубок Нідерландів 2003 року, відігравши увесь матч проти «Утрехта» (3:1). Але заграти у рідній команді Колін не зумів і сезон 2004/05 знову провів у клубі «НАК Бреда».
Влітку 2005 року за 400 тис. євро перейшов у клуб англійського Чемпіоншипу «Норвіч Сіті». Перший сезон в «Норвічі» для нідерландського захисника видався досить важким, протягом усього сезону Юрген боровся за місце в основному складі, але зрештою поступився більш досвідченому Крейгу Флемінгу. Однак у сезоні 2006/07 Юрген закріпився у складі, але з приходом нового тренера, Пітера Гранта, знову втратив місце.
На початку липня 2007 року Колін був запрошений на тритижневий перегляд в амстердамський «Аякс». 30 липня 2007 року Юрген підписав з «Аяксом» контракт на один сезон з можливістю продовження ще на один рік. За деякими даними, сума трансферу колишнього гравця «Норвіча» склала близько 100 тисяч євро. У «Аяксі» Юрген дебютував у матчі за Суперкубок Нідерландів проти рідного ПСВ, в якому «Аякс» переміг з рахунком 1:0. Коліна до столичної команди запросив її головний тренер Генк тен Кате, який знав гравця ще з часів спільної роботи у «Бреді», але вже незабаром тен Кате пішов до «Челсі», а новий наставник Адрі Костер не сильно довіряв Коліну, тому по завершенні сезону угоду не було продовжено.
У серпні 2008 року Колін перейшов у іспанський «Спортінг» з Хіхона, який завоював право виступати у Прімері. З клубом Юрген уклав контракт на один сезон. Дебютував Колін за «Спортинг» 13 вересня в гостьовому матчі проти «Севільї». До 20-ї хвилини команда Юргена вела з рахунком 0:2, але у підсумку «Спортінг» зазнав поразки з рахунком 4:3. У наступній грі хіхонці з Коліном в основі розгромно поступились столичному «Реалу» з рахунком 1:7, після чого Юрген більше не зіграв за команду жодної гри у Ла лізі до кінця сезону.
Після закінчення сезону Юрген залишив команду, а 25 серпня 2009 року 28-річний захисник уклав дворічний контракт з «Валвейком». Колін став шостим новачком в команді на початку сезону 2009/10, тим не менш за його підсумками клуб покинув вищий нідерландський дивізіон і наступні пів року Колін провів з командою в Еерстедивізі.
На початку 2011 року Колін став гравцем кіпрського «Анортосіса», дек провів наступні два з половиною сезони, після чого 2 червня 2013 року разом із партнером по команді Бранко Іличем перейшов у ізраїльський «Хапоель» (Тель-Авів). 18 липня 2013 року Юрген дебютував у своїй команді в грі проти болгарського «Бероє» (4:1) в рамках кваліфікації Ліги Європи й швидко став основним гравцем. Втім 5 лютого 2014 року команда підписала нападника Петара Орландича і виключила із заявки Коліна через обмеження квот на легіонерів у Прем'єр-лізі. Перед сезоном 2014/15 Ілич покинув клуб, завдяки чому Колін повернувся до заявки, зігравши в цьому сезоні 22 гри у чемпіонаті.
У сезоні 2015/16 Колін грав за «Хапоель» (Ашкелон) у другому дивізіоні країни, допомігши команді пробитись в еліту, а завершував професійну ігрову кар'єру у грузинському «Торпедо» (Кутаїсі), за яке виступав протягом до кінця 2016 року.

## Виступи за збірні
Залучався до молодіжної збірної Нідерландів до 20 років. У її складі був учасником молодіжного чемпіонату світу 2001 року в Аргентині, де він забив гол у матчі групового етапу проти Еквадору (1:1), а нідерландці дійшли до чвертьфіналу.

## Титули та досягнення
- Чемпіон Бельгії (1):

Генк: 2001-02
- Володар Суперкубка Нідерландів (2):

ПСВ: 2003
«Аякс»: 2007